# 西川史子
西川 史子（にしかわ あやこ、1971年4月5日 - ）は、日本の医師、タレント。1996年度ミス日本第28回フォトジェニック賞。ホリプロ所属。

## 来歴
神奈川県相模原市南区出身。湘南白百合学園幼稚園・湘南白百合学園小学校・湘南白百合学園中学校、桐蔭学園高等学校、聖マリアンナ医科大学医学部卒業。
1994年度ミス湘南グランプリ。1996年ミス日本フォトジェニック賞。1996年から1997年、「恋のから騒ぎ」（日本テレビ）「第3期生」として出演した。
1996年、医師国家試験合格。芸能活動の傍ら、これまで、聖マリアンナ医科大学整形外科、青山メディカルクリニック、実家の西川整形外科医院(神奈川県相模原市)などを経て松倉クリニック 、および西川整形外科の美容皮フ科のスタッフとして診療も行っている。
タレントとして多くのテレビ番組などに出演し、イメージビデオや写真集も出版した。一方、将来の目標は「医療ジャーナリスト」としていた。
TBS系列の早朝のワイドショー「エクスプレス」で健康情報を担当するキャスターを務め、毎朝白衣を着用して番組を進行していた時代があった。
2007年6月15日深夜、中山秀征と酒を飲んでタクシーで帰宅した西川は自宅玄関先で転倒、負傷したが、傷口が荒れており、麻酔、切開して8針縫うという治療を自分で行ったというエピソードがある。
2009年7月18日、10年来の友人だった元葛飾区議会議員で、福祉関係の会社役員の福本亜細亜との婚約が発表された。結婚式は翌年2月14日にホテルオークラ東京で行われ、媒酌人は桑田真澄が務めた。
2013年1月20日、「サンデージャポン」の生放送内で、夫が家出中であることを告白した。自宅から姿を消した夫とは連絡がとれない状況で、カメラに向かって「反省してるので、帰ってきてください」と呼びかけていた。後日「ハピくるっ!」に生出演した際、夫の家出の原因は、ゴミの分別をめぐる夫婦喧嘩だったと説明した。
2014年1月11日、福本との協議離婚が成立したと発表。ホリプロによると約1年前から離婚について考え始め、2013年11月から別居していたとのこと。
2016年5月と同年12月に急性胃腸炎で入院。2017年7月にも胃腸炎で入院した。
2020年1月10日、神奈川県相模原警察署で一日警察署長に就任。
2020年3月22日、2007年より13年間出演した「サンデージャポン」を卒業。番組内では悪役を演じており「前の日にお腹が痛くなることがあった」と爆笑問題の田中裕二に明かされるが、共演者より感謝を述べられている。
2021年5月15日、医療従事者として新型コロナウイルスワクチンを接種したことを自身のInstagramにて報告した。
2021年8月17日の朝に入浴した後に異変が生じ、自宅リビングで倒れているところを駆け付けたマネージャーによって発見され、病院に緊急搬送。右脳内出血と診断され、5時間に及ぶ緊急手術を受けた。病院からは3週間程度の入院が必要とされていると伝えられた。10月6日、自身のInstagramを更新し、9月26日にリハビリ専門の病院に転院したこと、脳のダメージを受けた部位に磁気刺激を施す反復性経頭蓋磁気刺激（rTMS）を受けていることを報告した。また、脳出血発症の原因については、高血圧やそれに伴う血圧変動であると記した。12月16日、退院。2022年11月には都内の美容クリニックで勤務する様子が伝えられた。
脳内出血の経験を通じ、大学院を目指すことを決意。2022年12月8日、聖マリアンナ医科大学大学院リハビリテーション科の試験に合格したことを報告した。同年5月聖マリアンナ医科大学病院リハビリテーション科医局に初出勤。
2023年6月に脳内出血が再発。同年11月には回復期リハビリテーション専門病院に入院していることが報じられた。2024年1月も引き続きリハビリ病院に入院中であった。

## 人物

### 家族
父親は整形外科医の西川英樹 で、幼少の頃からスパルタ教育を受けていた。一方で、母親からは溺愛されて育った。

### 交友関係
『西川会』という「急な呼び出しでもすぐに駆けつける若手芸人」を集めた会を主催しており、主なメンバーにザ・たっち、鈴木Q太郎（ハイキングウォーキング）、井上裕介（NON STYLE）、末高斗夢、KICK☆がいる。

### タレント業
傲慢、ないしは高飛車なキャラクターを持ち味とし、私生活について語ることも多い。これについてホリプロ役員の中根薫は「リップサービスだがそれが面白くバラエティ番組を中心に多くのメディアに出演している意義を自覚して上手く制御しており、医者だからこそ分かる患者の苦しみをテレビを通してわかってもらい、少しでも楽になってもらうためでバラエティでの西川は遊び心やサービス精神が前面に出ている」と語っている。芸能活動を始めた当初の所属事務所は株式会社セント・フォース、のちに株式会社ホリプロに移籍した。

## 出演番組

### テレビ
レギュラー
準レギュラー、および不定期出演
- ひるブラ（NHK総合）
- ダウンタウンDX（日本テレビ）
- 行列のできる法律相談所（日本テレビ）
- 踊る!さんま御殿!!（日本テレビ）

過去に出演していた番組
- 恋のから騒ぎ（日本テレビ）第3期生（1996年度）
- ダウンタウンのガキの使いやあらへんで!! 絶対に笑ってはいけない警察24時 絶対に笑ってはいけない病院24時（日本テレビ）
- 島田検定!! 国民的潜在能力テスト (TBS) 隔週レギュラー
- F2-X（フジテレビ）火曜レギュラー
- ちちんぷいぷい (MBS) 水曜レギュラー
- ブラック・ジャック21（読売テレビ）アニメ。「西川史子」として登場。声優は長沢美樹。
- エクスプレス（TBS 健康情報担当キャスター）
- 私の何がイケないの?（TBSテレビ）
- サンデージャングル（テレビ朝日）- 1999年ごろ放送された『ミス日本』特集でインタビューに答え、前述の『エクスプレス』の生放送現場も取材された。
- ロンドンハーツ（テレビ朝日）不定期出演
- 1年1組 平成教育学院（フジテレビ）
- 浜ちゃんと! 〜西川医院長のココロとカラダのお悩みクリニック〜（日本テレビ）- 2007年
- クイズ!ヘキサゴン 今夜はクイズパレード→クイズ!ヘキサゴンII（フジテレビ）
- 太田光の私が総理大臣になったら…秘書田中。（日本テレビ）
- ラジかる!!→ラジかるッ（日本テレビ）火曜レギュラー
- サルヂエ（日本テレビ）不定期出演
- ホンネの殿堂!!紳助にはわかるまいっ（フジテレビ）
- タモリのジャポニカロゴス（フジテレビ）不定期出演
- ズバリお悩み解決!雨上がりよろず堂（讀賣テレビ放送）- 2014年ミス着物受賞者の尾崎優子の進路相談のアドバイザーとして、VTRコメントで出演した。
- ハピくるっ!（関西テレビ）
- エチカの鏡〜ココロにキクTV〜（フジテレビ）不定期出演
- 有吉ジャポン (TBS)
- サンデージャポン（TBS）
- ニュース女子（DHCシアター、TOKYO MX）※MC（主賓）[注 2]

### ラジオ
- いってらっしゃ〜い（1422ラジオ日本）火曜レギュラー
- ヤングパーク（2004年4月 - 9月、MBSラジオ）1部のお便りコーナーのみ
- イマドキッC土曜日（2007年4月 - 5月、MBSラジオ）
- イマドキッ日曜日（2008年4月 - 2009年3月、MBSラジオ）
  - イマドキッC日曜日（2007年6月 - 2008年3月、MBSラジオ）
- ゴチャ・まぜっ!（2009年4月11日 - 10月31日、MBSラジオ）
- またまたゴチャ・まぜっ!（2009年11月14日 - 2010年4月11日、MBSラジオ）

### 映画
- 特命係長 只野仁 最後の劇場版（2008年12月6日） - 加藤エミ 役

### テレビドラマ
- OLヴィジュアル系　第2シリーズ（2001年、テレビ朝日） - 女医 役
- シマシマ（2011年4月 - 6月、TBS） - 白沢綾 役
- 女はそれを許さない 第7話（2014年12月2日、TBS） - 聖子 役
- 表参道高校合唱部! 第1話（2015年7月17日、TBS） - 萌 役

### インターネットテレビ
- ニュース女子 (DHCシアター) 2015年4月‐2021年3月

### CM
- ニンテンドーDS用ソフト 漢検DS2+常用漢字辞典、英検DS（以上ロケットカンパニー）、トモダチコレクション（任天堂）
- BOSS FIRST CLASS（サントリーフーズ）
- ビタミンウォーター（サントリーフーズ）
- TSUTAYA DISCAS（カルチュア・コンビニエンス・クラブ）
- ジョージア 缶コーヒー（日本コカ・コーラ）

## 書籍
- 『LOVE & SEX 西川史子のちょっとHなカウンセリング』（学習研究社 2006年　ISBN 9784054031296）
- 『年収4000万にこだわる理由』（小学館 2007年　ISBN 9784093877510）

## 連載雑誌
- BOMB「あやこのイってよし!」（学研パブリッシング）
- CIRCUS（KKベストセラーズ）
- ブランドバザール（成美堂出版）

## DVD
- love affair（2004年4月21日、ポニーキャニオン）